# Soľ
Soľ es un municipio del distrito de Vranov nad Topľou en la región de Prešov, Eslovaquia, con una población estimada a final del año 2024 de 2664 habitantes.
Se encuentra ubicado en el centro-sur de la región, cerca del río Topľa (cuenca hidrográfica del río Tisza) y de la frontera con la región de Košice.

## Demografía
| Año        | 1994 | 2004     | 2014    | 2024    |
| ---------- | ---- | -------- | ------- | ------- |
| Población  | 2001 | 2290     | 2505    | 2664    |
| Diferencia |      | +14,44 % | +9,38 % | +6,34 % |

| Año        | 2023 | 2024    |
| ---------- | ---- | ------- |
| Población  | 2641 | 2664    |
| Diferencia |      | +0,87 % |